# Synagoge Gehaus
Die Synagoge Gehaus stand in der Gemeinde Gehaus, heute ein Ortsteil von Dermbach im Wartburgkreis in Thüringen.

## Jüdische Gemeinde Gehaus
Die Freiherren von Boyneburg nahmen in Gehaus seit dem Ende des 16. Jahrhunderts Schutzjuden auf. Aus diesen, 1730 waren es acht Familien, entwickelte sich die Jüdische Synagogengemeinde (ab ca. 1900: Israelitische Kultusgemeinde), die bis 1938 existierte. 
1826 hatte die jüdische Gemeinde 248 Mitglieder, was fast ein Drittel der Bevölkerung ausmachte. Danach war die Zahl rückläufig, 1926 waren noch 39 Juden Mitglieder der Kultusgemeinde.

## Synagoge
Die Synagoge wurde nach 1840 auf dem Grundstück Mittlere Straße 22 der Freiherren von Boyneburg errichtet. Diese wurde bis November 1938 genutzt. 1945 ging das Gebäude in den Besitz der Jüdischen Landesgemeinde Thüringen über, die es an Privateigentümer verkaufte. Fortan als Werkstatt genutzt, fiel das Gebäude am 9. Juni 1975 einem Brand zum Opfer und wurde abgerissen. Nachfolgend wurde der Standort mit einem Wohnhaus neu bebaut.

## Jüdische Schule

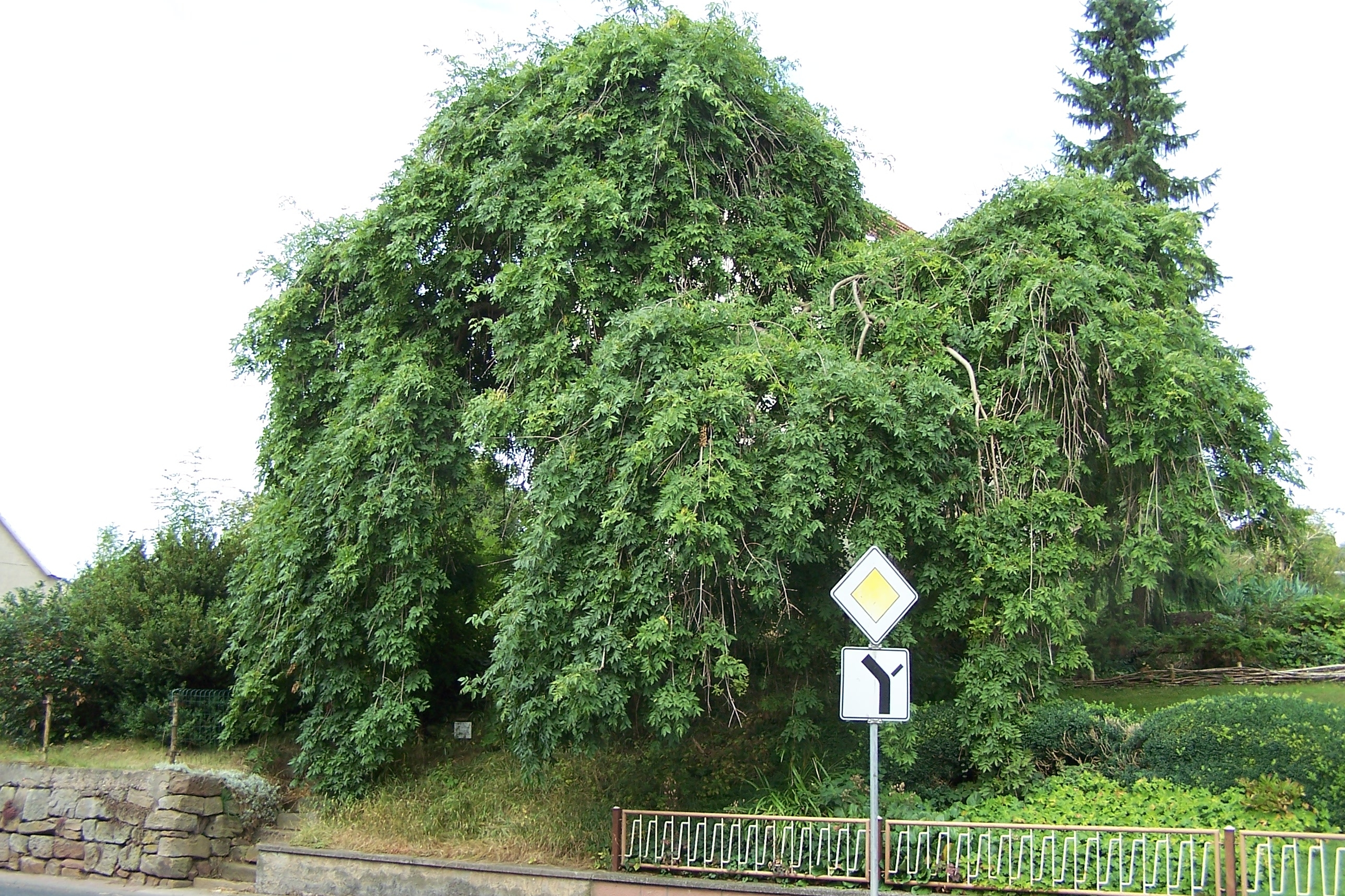
Eine Hinweistafel erinnert an den Standort der Simultanschule.

Ab der ersten Hälfte des 18. Jahrhunderts unterhielt die Gehauser jüdische Gemeinde eine Schule, die um 1830 in eine einklassige jüdische Elementarschule umgewandelt wurde. Diese betreute bis zu 50 Kinder. Das Schulgebäude wurde 1867 umgebaut und erweitert, eine Lehrerwohnung entstand und man vereinigte die Einrichtung mit der zweiklassigen christlichen Schule des Ortes zu einer Simultanschule, die bis 1933 Bestand hatte.

## Friedhof
Der jüdische Friedhof wurde 1745 angelegt und in der Folgezeit immer wieder erweitert. Er ist noch teilweise erhalten.